# Saint-Lamain
Saint-Lamain är en kommun i departementet Jura i regionen Bourgogne-Franche-Comté i östra Frankrike. Kommunen ligger i kantonen Sellières som tillhör arrondissementet Lons-le-Saunier. År 2022 hade Saint-Lamain 120 invånare.

## Befolkningsutveckling
Antalet invånare i kommunen Saint-Lamain
Referens:INSEE